# ۱۰۷۸ (قمری)
۱۰۷۸ (قمری)، هزار و هفتاد و هشتمین سال در گاهشماری هجری قمری است. اول محرم این سال برابر با بیست و سوم ژوئن سال ۱۶۶۷ میلادی است.

## وابسته
- کاروانسرای شاه‌عباسی (کرج)